# Punzonamiento

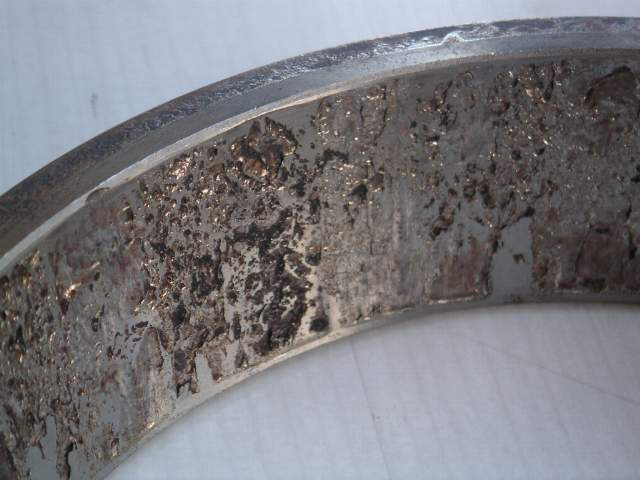
Punzonamiento de la superficie del anillo exterior de un rodamiento como resultado de la aplicación de cargas excesivas o de un mantenimiento deficiente

En mecánica de sólidos, el punzonamiento es un fenómeno plástico que se traduce en la formación de una huella permanente sobre un material sometido al efecto de un choque o de una presión elevada generados por otro objeto. La manera en la que se producen las marcas depende de la dureza de los dos elementos involucrados, de su forma, de la presión aplicada, de la velocidad con la que se aplica y del tiempo durante el que es aplicada.

## Tipos de punzonamiento
El punzonamiento puede ser
- Aplicado:
  - Remachado de una lámina de metal maleable (como cobre, plomo o aluminio), para asegurar la estanqueidad de un recipiente, o el trabajo de repujado de un metal.
  - Endurecimiento de la cara de contacto entre dos partes móviles entre sí, como por ejemplo el bruñido de la cara de contacto de un eje sometido a esfuerzos de compresión y fricción.
  - Endurecimiento de un metal mediante operaciones de forjado.
  - Acabado de una superficie cilíndrica de revolución por perfilado.
  - Medición de la dureza Brinell de un material.

- Accidental:
  - Degradación del alma de un arma de fuego por la presencia de cuerpos extraños en su interior.[1]
  - Desgaste de las superficies de contacto entre una llave y su cerradura.
  - Deformación de las bolas de los rodamientos, así como de otros elementos mecánicos sometidos a elevadas cargas mecánicas.
  - En construcción, se habla del punzonamiento de una losa cuando un elemento vertical como un pilar le transmite una carga demasiado concentrada, generando fisuras por flexión.
  - Formación de marcas permanentes en un pavimento (especialmente en el caso de láminas de materiales sintéticos) cuando es sometido a elevadas presiones generadas por el mobiliario (como las patas de sillas o armarios).

## Fenómenos físicos
Para determinar la resistencia al punzonamiento, se calcula la presión de contacto:
- Si el contacto entre las partes es plano, la presión es uniforme si la acción de contacto es normal al plano, o varía de forma lineal si la acción de contacto tiene un componente del tipo rotativo.
- En el caso de un contacto cilindro-cilindro (conexión pivotante-deslizante o accionamiento de rodillos) o esfera-esfera (rótula):
  - Si las piezas se ensamblan sin juego y no son deformables, se considera la presión diametral.
  - En caso contrario, se usa la presión máxima dada por la teoría de la tensión de contacto de Hertz.

Esta presión luego se compara con la presión admisible, que depende del material utilizado y de la forma en la que trabaja:
- Del tipo de conexión mecánica: chaveta, acanaladura, rodamiento, rótula, dientes de engranaje…
- Del modo de funcionamiento: uniforme, con cargas dinámicas, sin choque o con choque (en función de la holgura), con o sin lubricación…

Estos valores los establecen los laboratorios de pruebas. Para un acero estándar (acero sin alear tipo S235 o E355, con límite elástico Re respectivamente 235 y 355 MPa), a menudo se utilizan valores entre 10 y 20 MPa. Para estos aceros, las presiones admisibles se escalonan entre 0,5 MPa (embrague, sistema tornillo-tuerca para máquina herramienta) y 115 MPa (cuando no hay sobreaceleración).
| Contacto entre piezas fijas                                              | Presión admisible (MPa) |
| ------------------------------------------------------------------------ | ----------------------- |
| Sobre acero o hierro fundido sin punzonamiento                           | 80 a 100                |
| Sobre acero o hierro fundido con punzonamiento ligero o sobre hormigón   | 200 a 250               |
| Contacto entre roscas (tornillo/tuerca o rosca hembra)                   | 15 a 30                 |
| Contacto entre piezas móviles                                            | Presión admisible (MPa) |
| Contacto entre roscas móviles en funcionamiento (tornillo sin fin)       | 2 a 6                   |
| Juntas en voladizo                                                       | 0,5 a 8                 |
| Juntas de horquilla                                                      | 1 a 25                  |
| Cojinetes rígidos con flexión del eje; acero/hierro fundido              | 1 a 1,5                 |
| Cojinetes esféricos, acero sobre bronce con lubricación intermitente     | 1,5 a 2,4               |
| Cojinetes de acero endurecido/bronce, lubricación con película de aceite | 2,5 a 4                 |
| Cojinetes rectificados de bielas, lubricación normal o sin presión       | 6 a 15                  |
| Motores (automóvil, aviación); articulaciones esféricas                  | 10 a 25                 |

| Materiales constituyentes de piezas ensambladas | Materiales constituyentes de piezas ensambladas          | Materiales constituyentes de piezas ensambladas          | Esfuerzo máximo admisible (MPa) |
| Nature                                          | Denominación, características, tratamiento               | Denominación, características, tratamiento               | Esfuerzo máximo admisible (MPa) |
| ----------------------------------------------- | -------------------------------------------------------- | -------------------------------------------------------- | ------------------------------- |
| Acero                                           | Estado recocido                                          | 0,16 ≤ C % ≤ 0,22                                        | 240                             |
| Acero                                           | Estado recocido                                          | 0,35 ≤ C % ≤ 0,40                                        | 280                             |
| Acero                                           | Estado recocido                                          | 0,42 ≤ C % ≤ 0,48                                        | 320                             |
| Acero                                           | Estado templado y revenido                               | R > 900 MPa                                              | 750                             |
| Acero                                           | Estado templado y revenido                               | R > 1200 MPa                                             | 1000                            |
| Acero                                           | Cementado                                                | Espesor cementado 0,6 mm                                 | 1400                            |
| Acero                                           | Cementado                                                | Espesor cementado 1 mm                                   | 1800                            |
| Acero inoxidable                                | X8CrNiS18.9 (Z10 CN 18.09)                               | 500 < Rm < 700 MPa                                       | 210                             |
| Fundición                                       | Ft 25                                                    | Ft 25                                                    | 450                             |
| Fundición                                       | Perlítico maleable MN 550-4 Grafito esferoidal FGS 500-7 | Perlítico maleable MN 550-4 Grafito esferoidal FGS 500-7 | 550                             |
| Aleación ligera                                 | A-S 10 G-Y20/Y30                                         | A-S 10 G-Y20/Y30                                         | 80                              |
| Aleación ligera                                 | A-S 10 G-Y23/Y33                                         | A-S 10 G-Y23/Y33                                         | 130                             |
| Aleación ligera                                 | A-S 9 U3-Y4                                              | A-S 9 U3-Y4                                              | 180                             |
| Aleación ligera                                 | AU 5GT-Y24                                               | AU 5GT-Y24                                               | 180                             |
| Material compuesto Fibra de vidrio              | —                                                        | —                                                        | 120                             |

## En edificación
El punzonamiento es un efecto que se produce principalmente en elementos bidimensionales que trabajan predominantemente a flexión (forjados, solados y en menor medida vigas anchas), especialmente cuando un soporte vertical (pilar o columna) transmite esfuerzos axiales excesivamente concentrados sobre el elemento flexionado, en el que se producen fisuras excesivas por tracción. Algunas tipologías de edificios, como pilares sin capiteles adecuados o ensanchamientos en sus bases pueden conducir bajo condiciones de sismo un efecto de punzonamiento en que el pilar se clava en el elemento bidimensional, rompiendo el forjado.
Este esfuerzo de punzonamiento produce un efecto puntual sobre su plano de apoyo, localizado en el encuentro de un pilar con el forjado, o en cimentaciones superficiales. Debe tenerse en cuenta que este efecto puede aparecer en los forjados reticulares y en losas macizas. En estos forjados el punzonamiento produce una rotura de la placa alrededor del pilar donde apoya, ya sea de forma troncocónica o troncopiramidal (según sea el pilar, de sección circular o rectangular) y su directriz coincide con la dirección de la sobrecarga actuante. La superficie crítica de punzonamiento es la superficie de rotura, que abarca el perímetro donde apoya la losa y se eleva con un ángulo entre 30° y 45°. 
La prevención del punzonado se logra evitando que una carga importante repose sobre una superficie demasiado pequeña. En elementos de hormigón puede disponerse una armadura especial denominada armadura de punzonamiento para ayudar al hormigón a soportar adecuadamente el efecto de la carga de un pilar. El área afectada por punzonado siempre es una cierta superficie alrededor del soporte que «punzona» sobre el elemento bidimensional flexionado.

## Falso punzonamiento

Precesión entre un eje giratorio en un orificio, provocada por un exceso de juego debido al desgaste. Si un rodamiento con cuatro bolas estuviera ubicado en la circunferencia azul del eje, cada bola colocada en las esquinas del cuadrado, el contacto de esas bolas con la pista de rodamiento exterior roja solo se produciría en áreas discretas a lo largo de esa pista, lo que causaría vibración, ruido y desgaste acelerado, dejando muescas que se asemejan a las causadas por punzonamiento, pero que pueden diferenciarse de estas últimas

Un tipo de daño de apariencia similar al punzonamiento se denomina falso punzonamiento, y es causado por desgaste. El desgaste por fricción ocurre cuando se desarrollan marcas de desgaste localizadas en patrones espaciados uniformemente, con partes elevadas o sin usar en el medio, recordando a la disposición de los trastes de una guitarra. Puede ser de dos tipos: estacionario y por precesión.
El falso punzonamiento estacionario se produce sin ningún movimiento de rotación en el rodamiento. Ocurre cuando los cuerpos en contacto vibran entre sí en presencia de cargas muy pequeñas, lo que empuja el lubricante fuera del área de la superficie de contacto, mientras que el conjunto del rodamiento no puede moverse lo suficiente (o girar lo suficiente) para redistribuir el lubricante desplazado. El resultado es una superficie finamente pulida que se parece a una marca de punzonamiento, pero que no ha deformado permanentemente ninguna de las superficies de contacto. Este tipo de falso punzonamiento suele ocurrir en los rodamientos durante el transporte, entre el momento de la fabricación y la instalación. Las superficies pulidas a menudo se confunden con el aspecto de elementos que han sufrido punzonamiento, aunque no exista un daño real en el rodamiento. En este caso, desaparecerá después de un breve período de funcionamiento inicial.
El falso punzonamiento por precesión se puede producir con el rodamiento en funcionamiento, formando muescas profundas. Esto ocurre cuando aparecen pequeñas vibraciones en el eje giratorio y se sincronizan armónicamente con la velocidad de rotación, provocando oscilaciones circulares en el eje. La oscilación hace que el eje adquiera un movimiento de precesión, y la sincronización de la velocidad de rotación hace que las bolas o los rodillos hagan contacto con las pistas solo cuando están en posiciones similares. Esta circunstancia implica la formación de marcas de desgaste causadas por el contacto con los cojinetes y las pistas en áreas específicas, pero no en otras, dejando un patrón de desgaste desigual parecido al efecto del punzonamiento, que puede volverse bastante profundo antes de que se produzca un fallo. Sin embargo, las marcas suelen ser bastante anchas, debido al movimiento del rodamiento, y no coinciden exactamente con la forma de los elementos rodantes, por lo que este tipo de desgaste se puede diferenciar del verdadero punzonamiento.